# 스트림 프로세싱
스트림 프로세싱(stream processing)은 제한된 형태의 병렬 처리를 응용 프로그램들이 쉽게 이용할 수 있도록하는 SIMD(single instruction, multiple data)와 관련이 있는 컴퓨터 프로그래밍의 한 양식이다. 그런 응용 프로그램들은 GPU 또는 FPGA(field programmable gate arrays) 상에 있는 FPU들과 같은 다수의 연산기들을 명시적 할당, 동기화, 또는 유닛들 간의 통신을 관리하는 것 없이도 사용할 수 있다.

## 같이 보기
- GPGPU
- MIMD
- 병렬 컴퓨팅
- Molecular modeling on GPU
- SIMD
- 벡터 프로세서
- Dataflow
- Partitioned global address space
- Streaming algorithm
- Data stream mining
- Dimension reduction
- 디지털 신호 처리
- 실시간 스트리밍 프로토콜